# Kneževi Vinogradi
Kneževi Vinogradi (maďarsky Hercegszöllős, v srbské cyrilici Кнежеви Виногради) jsou obec (općina) v Osijecko-baranjské župě ve východním Chorvatsku. V roce 2011 zde žilo celkem 1657 obyvatel, v celé općině (včetně okolních vesnic) potom 4614 lidí. Jde o jedinou chorvatskou obec, kde relativní většinu obyvatel tvoří Maďaři (asi 40 %).
Obec se rozkládá v rovinaté krajině Panonské nížiny, západně od řeky Dunaje, na důležitém silničním tahu (č. D213, evropská silnice E662) od silnice Osijek – Beli Manastir (E73) k hraničnímu přechodu Batina. V jihovýchodní části území obce se nachází drobná osada Zlatna Greda, administrativně enkláva sousední obce Bilje.
V samotném centru obce se nacházejí dva kostely; sv. Michaela Archanděla (katolický) a chrám Ukázání přesvaté Bohorodice (pravoslavný).
Při východní hranici katastru obce (poblíž místní části Zmajevac) byl roku 2015 vyhlášen mikronárod Liberland.